# Kerfourn
Kerfourn (bret. Kerforn) – miejscowość i gmina we Francji, w regionie Bretania, w departamencie Morbihan.
Według danych na rok 1990 gminę zamieszkiwały 773 osoby, a gęstość zaludnienia wynosiła 40 osób/km² (wśród 1269 gmin Bretanii Kerfourn plasuje się na 681. miejscu pod względem liczby ludności, natomiast pod względem powierzchni na miejscu 516.).